# Abbotsford House

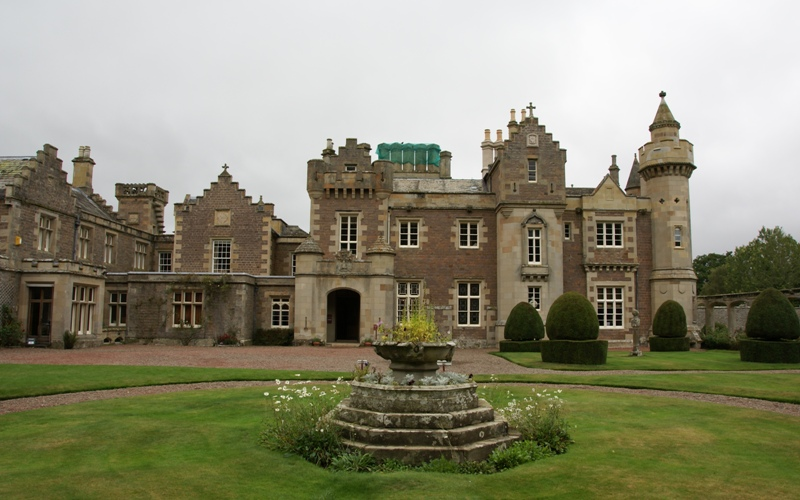
Abbotsford House, het huis van Walter Scott

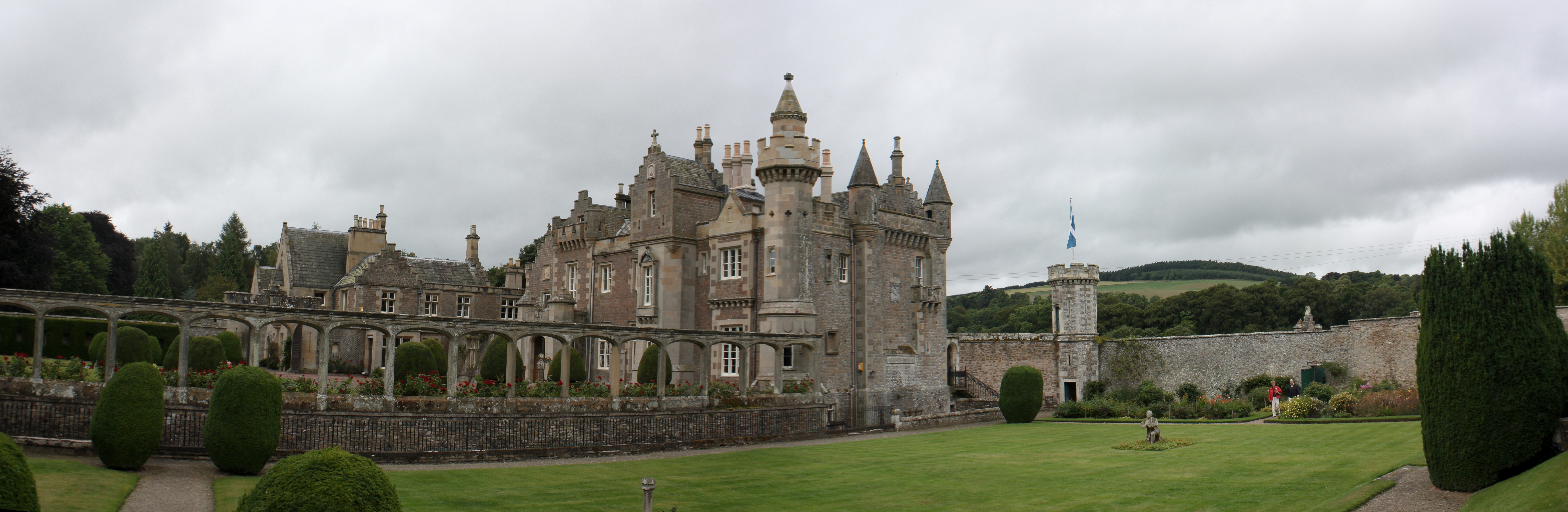
Tuin in Abbotsford House

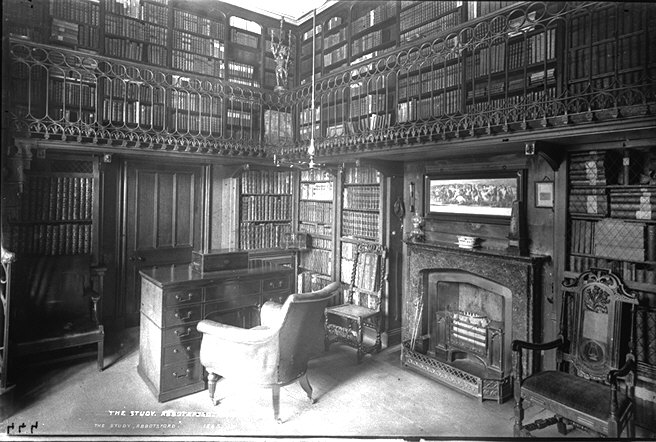
De studeerkamer rond 1878

Abbotsford House is een vroeg-negentiende-eeuws landhuis, gelegen ruim drie kilometer ten westen van Melrose in de Schotse regio Scottish Borders aan de rivier Tweed. Abbotsford House was de residentie van de schrijver Walter Scott.

## Geschiedenis
In 1812 kocht de schrijver en historicus Walter Scott de boerderij Cartley Hole aan de Tweed en hernoemde de plaats Abbotsford. In 1822 liet hij de boerderij slopen en bouwde Abbotsford House in victoriaanse neogotische stijl, ook wel Scottish baronial genoemd.
In 1823 installeerde hij gasverlichting in het huis.
Walter Scott overleed in 1832. Zijn nakomelingen bleven in het huis wonen.
In 1855 werd door de inmiddels katholiek geworden familie een kapel toegevoegd aan het huis.
In 2007 werd het huis aan de zorg van The Abbotsford Trust toevertrouwd.

## Bouw
De centrale as van het hoofdgebouw loopt zuidwest-noordoost. Het ingangsportaal, een kopie van het portaal van Linlithgow Palace, bevindt zich aan de zuidoostzijde en leidt naar de hal. Met de klok mee liggen om de hal heen de studeerkamer, de bibliotheek, de salon en de wapenkamer. Deze laatste ruimte biedt toegang tot de eetkamer, die zich in de noordwestelijke hoek van het huis bevindt.
In de hal bevindt zich onder andere een compleet ridderharnas uit Augsberg daterend van rond 1580 en twee Franse kurassen van de Slag bij Waterloo.
De muren zijn bekleed met eiken panelen afkomstig van de Auld Kirk of Dunfermline.
De studeerkamer heeft een privétrap naar de vertrekken erboven.
Het plafond van de bibliotheek is een kopie van het plafond van Rosslyn Chapel. De bibliotheek bevat meer dan negenduizend boeken, veelal zeldzaam, die Walter Scott in zijn leven had verzameld. The Abbotsford Library Research Trust, opgericht in 1996, beheert de boekencollectie en heeft als doelstelling deze beschikbaar te stellen aan wetenschappers. Boeken in de collectie zijn onder andere het vijftiende-eeuwse Legenda aurea van Osbern Bokenham en de in 1519 in Duitsland gepubliceerde ridderroman Teuerdank.
In een vitrinekast liggen tal van historische voorwerpen, waaronder de beurs van Robert Roy MacGregor, een haarlok van Bonnie Prince Charlie en een kruis dat toebehoorde aan Mary, Queen of Scots.
De wanden van de salon zijn behangen met achttiende-eeuws Chinees behangpapier. Er staat onder andere een zilveren urn van Lord Byron.
De wapenkamer bevat een grote verzameling van zwaarden, ponjaarden en pistolen. In de verzameling bevindt zich het slagzwaard, de dirk, het pistool en de sporran van Robert Roy MacGregor en het pistool van Johan Graham van Claverhouse (Bonnie Dundee). In de collectie bevinden zich ook de vermoedelijke sleutels van Lochleven Castle, die na de ontsnapping van Mary, Queen of Scots uit het kasteel in het meer werden geworpen.
In de eetkamer bevindt zich onder meer het zwaard van de markies van Montrose.

## Folklore
De geest van Walter Scott zou nog rondwaren in de eetkamer, waar hij in 1832 overleed. Ook zou de geest van George Bullock in het landhuis rondwaren, die in 1818 overleed en de leiding had over de bouw van Abbotsford House.

## Beheer
Abbotsford House wordt sinds 2007 beheerd door The Abbotsford Trust.